# De Mexicaanse Hond
De Mexicaanse Hond is een theatergezelschap onder leiding van Alex van Warmerdam. Onder deze naam brengt Van Warmerdam sinds 1980 zijn eigen muziektheaterproducties uit, evenwel geproduceerd door Orkater. Acteurs als Pierre Bokma, Annet Malherbe en Kees Hulst spelen rollen in deze stukken. Ook Van Warmerdams broer Marc behoorde tot de oprichters van dit gezelschap.

## Theaterproducties
- Broers (1980)
- Graniet (1982)
- De Wet van Luisman (1984)
- Onnozele Kinderen (1986)
- De Leugenbroeders (1988)
- Het Noorderkwartier (1990)
- Kaatje is Verdronken (1993)
- Kleine Teun (1996)
- Adel Blank (in coproductie met De Trust) (2000)
- Welkom in het Bos (2002)
- De Verschrikkelijke Moeder (2004)
- Wees ons genadig (2007)
- Bij het kanaal naar links (samen met Olympique Dramatique) (2011)
- Welkom in het bos (2013 - herneming)
- Het Gelukzalige (samen met Olympique Dramatique) (2016)